# John Conant
Doctor of Divines John Conant (Bicton, 18 ottobre 1608 – 12 marzo 1693) è stato un religioso e teologo inglese, fu Vice-Cancelliere dell'Università di Oxford dal 1657 al 1660 e membro dell'Assemblea di Westminster.

## Biografia
Nato nel piccolo villaggio di Yettington, nella parrocchia di Bicton, nella parte sud-est del Devon, era il figlio maggiore di Robert Conant e di sua moglie Elizabeth Morris; la sua famiglia era probabilmente originaria della vicina Honiton ma vantava origini francesi. Ricevette la sua prima educazione nella libera scuola di Ilchester, nel Somerset, ed in seguito sotto l'egida del maestro Thomas Branker, a cui succedette suo zio, John Conant, ministro della fede nella parrocchia di Limington. Il 18 febbraio 1626, grazie all'interessamento di suo zio, che era stato fellow all'Exeter College, il giovane Conant si immatricolò nello stesso College, ed ebbe come tutore Lawrence Bodley, nipote del celebre fondatore della Bodleyan Library, Thomas Bodley.

Ben presto Conant si distinse per la sua eccellenza nella lingua latina e in quella lingua greca; ed i suoi talenti negli studi non rimasero ignoti all'allora rettore dell'Exeter College, John Prideaux, fermo oppositore della corrente religiosa dell'arminianismo, al punto di essere solito affermare che "Conanti nihil difficile" (per Conant niente è difficile). Il 26 maggio 1631 ottenne il baccalaureato e il 12 gennaio 1634 il Master of Arts, diventando nel frattempo esperto anche in altre lingue antiche, come il siriaco, l'arabo, il caldeo ed in altre lingue orientali, che gli permisero di studiare in maniera più approfondita le Sacre Scritture ed i suoi più importanti commentatori antichi. Dopo aver preso gli ordini sacerdotali come diacono, continuò ad insegnare in qualità di tutore nell'Exeter College dove ebbe modo di educare la maggior parte dei giovani rampolli della migliori famiglie del Devonshire, fino al 1642, quando, con lo scoppio della guerra civile, la maggior parte dei suoi pupilli fuggirono dal College. Alla fine di quello stesso anno, anche Conant abbandonò Oxford, recandosi prima a Limington per trovare rifugio da suo zio, il quale, per essere stato accusato di essere un puritano ed aver subito diverse intimidazioni, era fuggito a sua volta abbandonando la propria dimora. Per un certo periodo di tempo, il giovane Conant cercò di continuare l'attività di predicatore dello zio, ma, dopo essere stato rapito per ottenere un riscatto da alcuni soldati realisti, ed essere stato rilasciato, decise di recarsi a Londra, per assistere suo zio che si era trasferito lì per sostenere la causa del Parlamento ed era diventato parroco della chiesa di St Botolph, presso Aldersgate.

Quando nell'aprile del 1642 la Camera dei Comuni votò per riunire e convocare l'Assemblea di Westminster, in rappresentanza del Somerset vennero convocati Samuel Crooke e John Conant di Limington, e non è ancora accertato se ci si riferisse a Conant zio o al giovane Conant. Si suppone che quest'ultimo non abbia mai partecipato realmente all'Assemblea, e che al contrario sia stato suo zio a farlo, in considerazione anche del fatto che fu costui a parlare presso il Parlamento.

Dopo essere giunto a Londra presso lo zio, Conant decise di accettare l'offerta di Lord e Lady Chandos di recarsi nel loro maniero ad Harefield, Middlesex, per svolgere la funzione di cappellano personale. Lady Chandos era figlia di Henry Montagu, I conte di Manchester e divenne ben presto la sua mecenate e patrona, ricevendo uno stipendio di 80 sterline annue, che Conant devolse in gran parte per attività assistenziali e caritatevoli. In questo stesso periodo, diede letture con cadenza settimanale presso Uxbridge, ed il 20 dicembre 1645 il Committee for Plundered Ministers, formato dal Lungo Parlamento per censurare tutti i ministri di culto fedeli a Carlo I subito dopo lo scoppio della guerra civile, gli offrì la parrocchia di Whimple, nel Devon, che Conant tuttavia rifiutò. Quando nel 1647 il Parlamento richiese ad ogni fellow dei College inglesi di sottoscrivere la Solemn League and Covenant, Conant si rifiutò e, con una lettera scritta da Harefield datata 27 settembre 1647, rassegnò le dimissioni dal suo incarico all'Exeter College.

Tuttavia, quando nel 1649, morì George Hakewill, rettore all'Exeter College, la maggioranza dei fellows optarono per l'elezione dell'anziano John Conant, il quale tuttavia declinò l'elezione preferendo restare nella sua parrocchia di St. Thomas, Salisbury, e propose suo nipote come opzione per l'incarico offertogli. Seguendo queste direttive, il 7 giugno 1649 Conant venne eletto ed entrò nel suo incarico il 29 giugno 1649 quale nuovo Rettore dell'Exeter College. L'elezione di Conant si rivelò provvidenziale, dal momento che risollevò le sorti sia disciplinari che soprattutto finanziarie del College, rinforzando una maggiore adesione agli statuti dell'istituto da parte degli insegnanti e degli studenti. Il 31 maggio 1654 ottenne il titolo di Doctor of Divinity.

Nell'ottobre del 1652 ottenne gli ordini secondo il culto presbiteriano a Salisbury e nel settembre del 1654 venne nominato Regius Professor of Divinity ad Oxford. Qui egli tenne due letture settimanali che ebbero come argomento le annotazioni bibliche di Ugo Grozio, le cui abilità filologiche erano ammirate anche da coloro che, come Conant, non accettavano la sua professione arminiana. Nessuna delle sue letture teologiche vennero mai pubblicate e successivamente lo stesso Conant preferì distruggerle.

Subito dopo l'insediamento di Oliver Cromwell al posto di suo padre in qualità di Cancelliere dell'Universitàdi Oxford, nominò Conant alla carica di Vice-Cancelliere il 9 ottobre 1657. Durante la sua carica di Vice-Cancelliere, Conant ripristinò molte usanze, come quella di indossare cappelli e toghe, che erano state abolite dal suo predecessore John Owen perché considerate "papiste".

Nel 1686 Conant divenne completamente cieco e morì nel 1694 e venne sepolto nella ricostituita All Saints' Church di Northampton dove si trova ancora il suo monumento commemorativo con un epitaffio in latino.